# Miou-Miou
Miou-Miou, nome artístico de Sylvette Herry (Paris, 22 de fevereiro de 1950), é uma actriz de cinema francesa.

## Biografia
Miou-Miou iniciou-se no café-teatro, pela mão do actor e humorista Coluche. Entre 1971 e 1976 foi a companheira de Patrick Dewaere, do qual teve uma filha.
Na década de setenta interpretou o papel de loira ingénua em algumas comédias, mas, ao mesmo tempo, também participou em vários de filmes "de autor". Nas décadas seguintes tornou-se mais eclética, trabalhando com muitos dos principais nomes do cinema francês.

## Filmografia
- 1971: La Cavale de Michel Mitrani

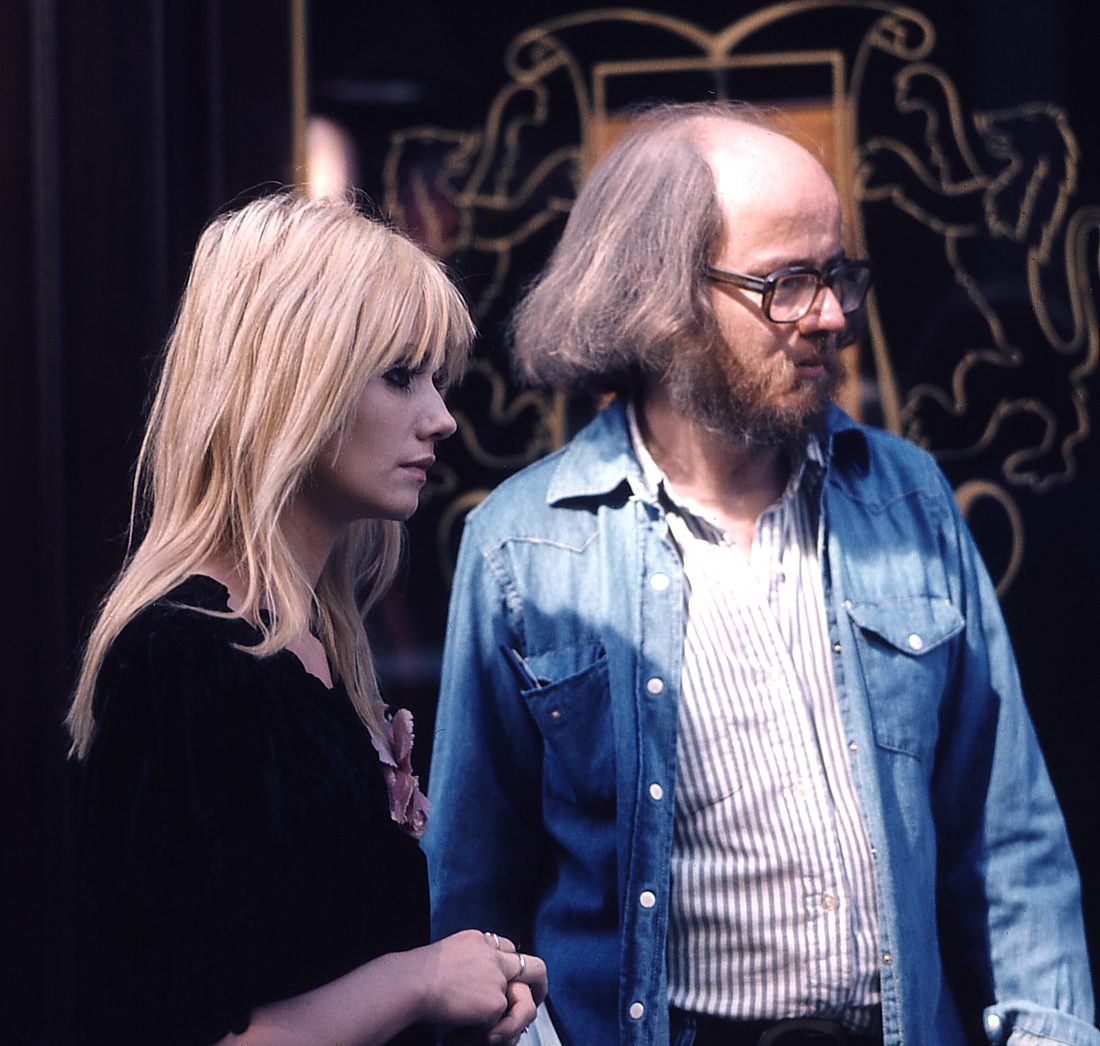
Miou-Miou com Jean-Pierre Blanc nas filmagens de D'amour et d'eau fraiche, Paris, 1975.

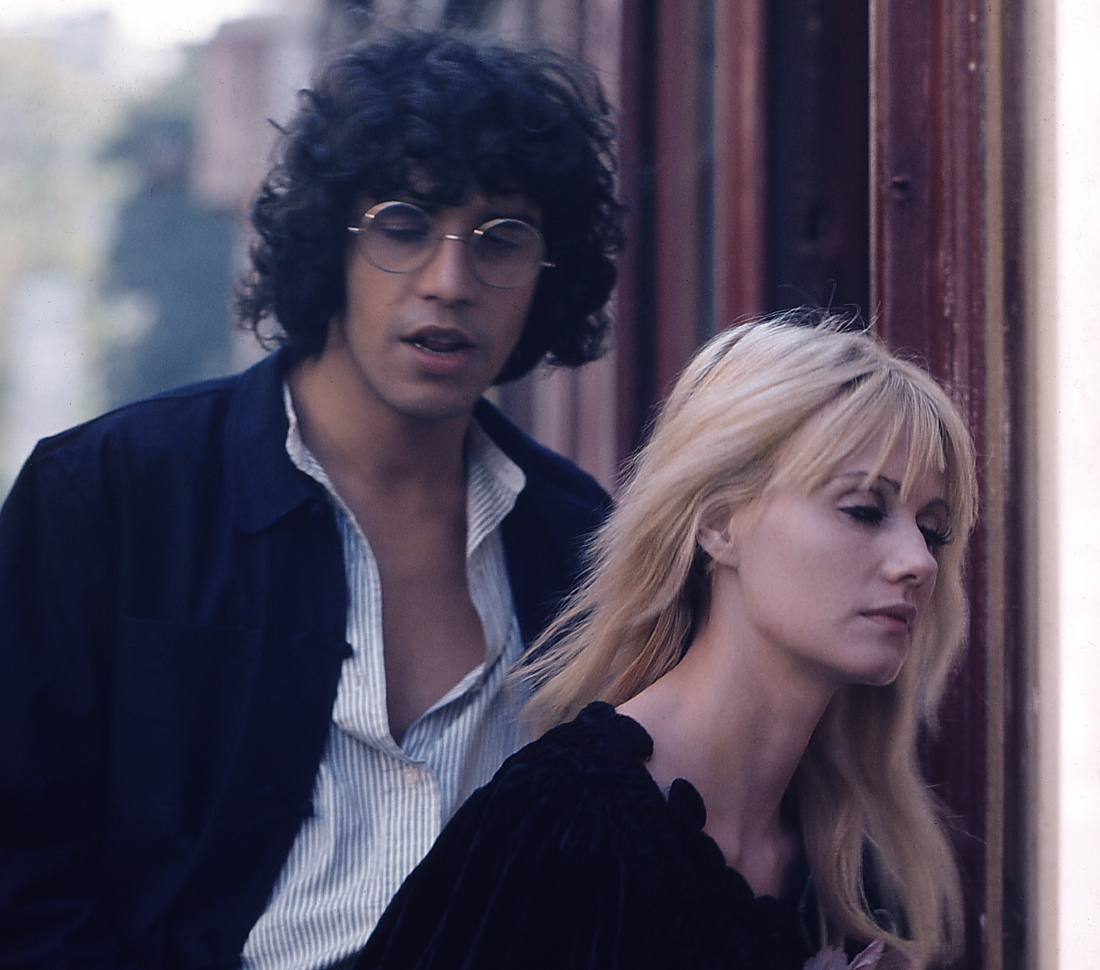
Miou-Miou com Julien Clerc nas filmagens de D'amour et d'eau fraiche

- 1973: Quelques messieurs trop tranquilles de Georges Lautner
- 1973: Elle court, elle court la banlieue de Gérard Pirès
- 1973: L'An 01 de Jacques Doillon, Alain Resnais e Jean Rouch
- 1973: Themroc de Claude Faraldo
- 1973: Les Granges brûlées de Jean Chapot
- 1973: Les Aventures de Rabbi Jacob de Gérard Oury
- 1974: Les Valseuses de Bertrand Blier
- 1974: Tendre Dracula de Pierre Grunstein
- 1975: Lily aime-moi de Maurice Dugowson
- 1975: Pas de problème ! de Georges Lautner
- 1975: Un genio, due compari, un pollo de Damiano Damiani
- 1976: Al piacere di rivederla de Marco Leto
- 1976: Marcia trionfale de Marco Bellocchio
- 1976: D'amour et d'eau fraîche de Jean-Pierre Blanc
- 1976: F… comme Fairbanks de Maurice Dugowson
- 1976: On aura tout vu de Georges Lautner
- 1976: Jonas qui aura 25 ans en l'an 2000 de Alain Tanner
- 1977: Dites-lui que je l'aime de Claude Miller
- 1978: Les Routes du sud de Joseph Losey
- 1979: L'Ingorgo - Una storia impossibile de Luigi Comencini
- 1979: Au revoir à lundi de Maurice Dugowson
- 1979: La Dérobade de Daniel Duval
- 1980: La Femme flic de Yves Boisset
- 1981: Est-ce bien raisonnable? de Georges Lautner
- 1981: La Gueule du loup de Michel Leviant
- 1982: Josepha de Christopher Frank
- 1982: Guy de Maupassant de Michel Drach
- 1983: Coup de foudre de Diane Kurys
- 1983: Attention ! Une femme peut en cacher une autre de Georges Lautner
- 1984: Blanche et Marie de Jacques Renard
- 1984: Canicule de Yves Boisset
- 1984: Le Vol du Sphinx de Laurent Ferrier
- 1986: Tenue de soirée de Bertrand Blier
- 1988: Les Portes tournantes de Francis Mankiewicz
- 1988: La Lectrice de Michel Deville
- 1990: Milou en mai de Louis Malle
- 1991: Netchaïev est de retour de Jacques Deray
- 1991: La Totale ! de Claude Zidi
- 1992: Le Bal des casse-pieds de Yves Robert
- 1993: Tango de Patrice Leconte
- 1993: Germinal de Claude Berri
- 1994: Montparnasse-Pondichéry de Yves Robert
- 1994: Un indien dans la ville de Hervé Palud
- 1996: Ma femme me quitte de Didier Kaminka
- 1996: Le Huitième Jour de Jaco Van Dormael
- 1997: Nettoyage à sec de Anne Fontaine
- 1997: Elles de Luís Galvão Teles
- 1998: Hors jeu de Karim Dridi
- 2000: Tout va bien, on s'en va de Claude Mouriéras
- 2003: Le Correcteur de Patrice Ambard
- 2004: Folle Embellie de Dominique Cabrera
- 2004: Mariages ! de Valérie Guignabodet
- 2004: L'Après-midi de monsieur Andesmas de Michelle Porte
- 2005: L'Un reste, l'autre part de Claude Berri
- 2005: Riviera de Anne Villacèque
- 2005: Les Murs porteurs de Cyril Gelblat
- 2006: Avril de Gérald Hustache-Mathieu
- 2006: La science des rêves de Michel Gondry
- 2006: Le Héros de la famille de Thierry Klifa
- 2008: Le Grand Alibi de Pascal Bonitzer
- 2008: Affaire de famille de Claus Drexel
- 2008: Pour un fils de Alix de Maistre
- 2009: Le Concert de Radu Mihaileanu
- 2009: Une petite zone de turbulences de Alfred Lot
- 2012: Bienvenue parmi nous de Jean Becker